# Maria d’Oro und Bello Blue
Maria d’Oro und Bello Blue ist ein Zeichentrickfilm, der 1973 von Rolf Kauka produziert wurde. Der Film ist auf Deutsch auch unter dem Titel Der Zauberstein bekannt.

## Handlung
Maria ist die einzige Tochter eines reichen Witwers. Ihr Leben verändert sich sehr zum Schlechten, als ihr Vater eine böse Frau mit einer ebenso bösen Tochter namens Mary Lou heiratet. Während die beiden nun in Luxus leben, muss Maria die ganze Hausarbeit erledigen und jede Menge Ungerechtigkeiten über sich ergehen lassen. Ihr einziger Lichtblick ist ihr kleiner blauer Hund Bello. Eines Tages trifft Maria im Wald einen Jäger, ohne zu wissen, dass dies der Sohn des Königs ist. Er schenkt ihr eine Kette mit einem Edelstein, der von ihrer Schwester aber in den Brunnen des Hauses geworfen wird. Als aber bekanntgegeben wird, dass der Prinz eine Braut sucht und diese den Karfunkelstein besitzt, will Mary Lou ihn sich aus dem Brunnen zurückholen. Dabei fallen sie, Maria und Bello aber hinein und finden sich in einer anderen Welt wieder.
Dort gelangen sie zum Haus der Frau Holle, die sie bittet, ihr bei der Hausarbeit zu helfen. Während Maria dieser Bitte sofort nachgeht, läuft Mary Lou in den Wald. Als Bello sie zurückholen will, packt das böse Mädchen ihn am Halsband und bindet ihn mit ihrem Gürtel an einem Baum fest. Maria schüttelt derweil bei Frau Holle die Polster aus und es beginnt im Wald zu schneien, worauf Bello, der ja nicht weglaufen kann, vom Schnee bedeckt wird und erfriert. Am nächsten Tag schickt Frau Holle Maria und Mary Lou nach Hause und verspricht ihnen, sie würden den Lohn bekommen, der ihnen zusteht. Dabei kommen die zwei Mädchen an der Stelle vorbei, an der Bello erfroren ist und wo inzwischen eine schöne, blaue Blume gewachsen ist. Maria pflückt sie und im selben Moment erscheint Bello in ihren Armen. Durch den Brunnen gelangen sie wieder in den Hof ihres Hauses.
Bello läuft zum Schloss des Königs und holt den Prinzen herbei und auch andere Leute kommen neugierig an den Ort des Geschehens. In dem Moment verkündet Frau Holle vom Himmel, dass die Mädchen nun ihren Lohn erhalten würden. Während sich über Mary Lou ein Pechstrom ergießt, verwandelt sich Bellos Halsband zum Dank für seine Treue in reines Gold und Maria erhält sowohl ein weißes Prinzessinnenkleid und um ihren Hals erscheint die Kette mit dem Karfunkelstein. Der Prinz erkennt sie sofort als das Mädchen, in das er sich verliebt hatte und nimmt sie mit Bello und ihrem Vater mit auf sein Schloss. Mary Lou hingegen muss nun mit ihrer Mutter das Dorf verlassen, nachdem sie den ihr schon seit Beginn des Märchens sehr zugetanen Schuster geheiratet hat.

## Produktion und Veröffentlichung
Der Film basiert großteils auf dem Märchen Frau Holle, weist aber auch Gemeinsamkeiten auf mit anderen Erzählungen auf. So ist die Stelle mit dem Prinzen, der seine Liebste während einer Jagd kennenlernt dem Märchen Brüderchen und Schwesterchen entnommen und im Brunnen ist zunächst auch der Froschkönig zu sehen.
Rolf Kauka wollte nach dem Zweiten Weltkrieg in Deutschland eine Trickfilmproduktion ähnlich der Walt Disneys in den USA aufbauen. Er begann zunächst mit Comics und wurde mit Fix und Foxi auch erfolgreich. Die Produktion von Maria d’Oro und Bello Blue 1973 war der Versuch, die ursprünglichen Pläne von der Trickfilmproduktion wieder aufzunehmen, fand jedoch keine Fortsetzung. Kauka fungierte nicht nur als Produzent, sondern war auch Regisseur und schrieb das Drehbuch. Die Musik komponierte Peter Thomas, für den Schnitt war Maria Luigia Piffarerio verantwortlich und die künstlerische Leitung lag bei Gino Gavioli. Der Film entstand in den Studios von Rolf Kauka Film und Gamma Film.
Am 12. Dezember 1973 kam der Film in die deutschen Kinos, vertrieben von Constantin Film. G.G. Communications brachte den Film 1976 in den USA heraus. Auch in Ungarn, Frankreich, Peru und Argentinien wurde der Film gezeigt.
Der Film wurde auch als Comic umgesetzt, bei dem Gino Gavioli als Zeichner verantwortlich war. Der Comic erschien erstmals in Fortsetzungen in den Fix-und-Foxi-Heften, später auch als Album.